# Thomas Meehan III
Thomas Meehan (Filadelfia, Estados Unidos 8 de julio de 1921-Normandía, Francia, 6 de junio de 1944) fue un oficial del ejército estadounidense con rango de teniente primero que comandó a la Compañía Easy, 2.º Batallón, 506.º Regimiento de Infantería de Paracaidistas, 101.ª División Aerotransportada durante la Segunda Guerra Mundial.
Se alistó en el ejército el 1 de abril de 1941 y se entrenó con la Compañía Baker 506.º Regimiento, 101.ª División donde era líder de un pelotón. Una vez en Inglaterra, fue asignado para reemplazar al capitán Herbert Sobel quien había sido transferido de la Compañía Easy a una escuela de paracaidismo para personal militar no combatiente.
El 6 de junio de 1944, Meehan murió por artillería antiaérea alemana mientras aún se encontraba en su avión C-47 junto con todo el personal de comando de la compañía durante la operación Overlord. El avión se estrelló cerca del pueblo de Beuzeville-au-Plain.
Meehan es interpretado por el actor Jason O'Mara en la miniserie Band of Brothers.
- Datos: Q843476